# Pitardella
Pitardella é um género de plantas com flores pertencentes à família Rubiaceae.
A sua distribuição nativa é dos Himalaias à Indochina.
Espécies:
- Pitardella caudatifolia (Pit.) Tirveng.
- Pitardella poilanei Tirveng.
- Pitardella sikkimensis (Hook.f.) Tirveng.